# Sichterschloot
Der Sichterschloot ist ein Schloot auf dem Gebiet der Stadt Wittmund im Landkreis Wittmund in Ostfriesland. Er entspringt im Nordosten von Leegeroarf (Kleindorf nahe Willen), verläuft nach Süden durch Neuenhaus und mündet in das Norder Tief der Harle. In ihm mündet auch der Leegewarfsschloot.